# Alexander Riedel (Richter)
Alexander Riedel (* 14. Februar 1955 in Karlsruhe) ist ein deutscher Jurist. Er war von 2015 bis 2022 Präsident des Oberlandesgerichts Karlsruhe.

## Leben
Riedel studierte Jura an der Universität Heidelberg. Während des Referendariats war er Mitarbeiter am Max-Planck-Institut für ausländisches öffentliches Recht und Völkerrecht. Nach dem Zweiten Staatsexamen 1984 und kurzer Tätigkeit als Rechtsanwalt trat er 1985 in den Justizdienst des Landes Baden-Württemberg. Er war am  Amtsgericht Karlsruhe zunächst als Strafrichter und dann als Familienrichter tätig. Von 1992 bis 1999 war er Personalreferent im Justizministerium. Ende 1999 wurde er zum Vorsitzenden Richter am Oberlandesgericht Karlsruhe und am 1. Juni 2004 zum Präsidenten des Amtsgerichts Karlsruhe ernannt. Im März 2008 wurde Riedel zum Präsidenten des Landgerichts Karlsruhe ernannt.
Nachdem das Justizministerium Baden-Württemberg nach der Pensionierung der Präsidentin des Oberlandesgerichts Karlsruhe, Christine Hügel, per Ende April 2015 zunächst einen anderen Bewerber als deren Nachfolger bestimmen wollte, der Präsidialrat jedoch für Riedel votierte, wurde der Richterwahlausschuss angerufen, der sich am 7. Juli 2015 für Riedel entschied. Riedel wurde daraufhin am 5. August 2015 zum OLG-Präsidenten ernannt. Zum 1. November 2022 trat er in den Ruhestand.